# University of New Zealand
L' Université de la Nouvelle-Zélande a été la seule à pouvoir délivrer des diplômes d'université de 1874 à 1961. 
Elle avait une structure fédérale embrassant plusieurs institutions constitutives situées à divers endroits autour de la Nouvelle-Zélande. Dissoute en 1961, la Nouvelle-Zélande a alors quatre structures indépendantes conférant des diplômes d'universités et deux lycées agricoles : l'Université d'Otago (Dunedin), l'Université de Canterbury (Christchurch), l'Université d'Auckland, l'Université Victoria de Wellington, Canterbury Collège Agricole (Lincoln) et l'Agricole Massey College (Palmerston North).

## Histoire
L'Université de la Nouvelle-Zélande date de la Loi sur l'Université de 1870. À l'époque, le quartier général était à Christchurch, Province de Canterbury.
L'Université a fixé son propre examen d'entrée et attribué des bourses pour fournir une aide financière pour les étudiants,. Quand l'université a été dissoute, les questions relatives à l'entrée pour les universités de la Nouvelle-Zélande sont devenues la responsabilité des Universités Entrée Board, un sous-comité de l'Université du Comité des Subventions. 